# Neriene radiata
Neriene radiata es una especie de araña araneomorfa del género Neriene, familia Linyphiidae. Fue descrita científicamente por Walckenaer en 1841.
Habita en América del Norte, Europa, Turquía, Cáucaso, Rusia (Europa al Lejano Oriente), Kazajistán, China, Corea y Japón. La hembra de 4 a 6,5 mm y el macho de 3,4 a 5,3 mm.